# Holly Ingraham
Pour les articles homonymes, voir Ingraham.
Holly Ann Ingraham est une physiologiste américaine qui est professeure Herzstein de physiologie moléculaire à l'Université de Californie à San Francisco. Elle étudie la santé des femmes, en particulier, la régulation centrale dépendante du sexe du métabolisme et de la physiologie féminine. Elle a été élue à l'Association américaine pour l'avancement des sciences en 2012, à l'Académie américaine des arts et des sciences en 2019 et à l' Académie nationale des sciences en 2021.

## Enfance et éducation
Ingraham a grandi en Californie du Nord. Enfant, elle a reçu un microscope Bausch & Lomb (vers 1985) et a passé son temps libre à étudier tous les objets qu'elle pouvait trouver près de chez elle. Elle a commencé sa carrière scientifique en tant qu'étudiante de premier cycle à l'Université de Californie à San Diego, où elle s'est spécialisée en biologie et en psychologie. Ingraham a obtenu son doctorat à l'Université de Californie à San Francisco avec une thèse intitulée « Effects of 5-fluorodeoxyuridine on intracellular metabolism of deoxyuridylate » (1981).

## Recherche et carrière
Ingraham étudie les ganglions hormono-sensibles dans le cerveau. En particulier, elle s'intéresse à la signalisation des œstrogènes dans le cerveau et à son impact sur le métabolisme féminin. Elle a étudié l'influence des cellules cérébrales sensibles aux œstrogènes sur la densité osseuse. Plus de deux millions de personnes souffrent d'ostéoporose, les femmes ménopausées étant particulièrement vulnérables à cette maladie. La baisse des niveaux d'œstrogènes après la ménopause peut rendre les os de plus en plus poreux et fragiles. Ingraham a manipulé les neurones de l'hypothalamus et a découvert que la suppression génétique du récepteur des œstrogènes faisait que les femelles prenaient du poids et devenaient moins actives. Elle a identifié que ces souris plus lourdes présentaient des augmentations de la densité osseuse allant jusqu'à 800 %,. Avec ses collaborateurs, Ingraham a étudié les cellules cérébrales sensibles aux œstrogènes dans le noyau arqué et a proposé que les œstrogènes signalent généralement à ces neurones de ralentir la croissance osseuse. En supprimant ces récepteurs, Ingraham a montré qu'il était possible de réduire ce décalage. La même chose n'était pas vraie chez les souris mâles, où la manipulation de la signalisation des œstrogènes n'avait aucun impact. Chez des souris femelles déjà atteintes d'ostéoporose, Ingraham a montré que la densité osseuse pouvait augmenter d'environ 50 % en quelques semaines. Ingraham a étudié d'autres neurones sensibles aux œstrogènes en dehors de l'hypothalamus et comment le déclin de la santé est associé à l'épuisement des hormones.
Ingraham s'intéresse au développement du noyau ventromédian de l'hypothalamus (en), le centre neuroendocrinien du cerveau,. Elle a identifié que l'herbicide atrazine peut activer les réseaux de gènes. Au-delà du cerveau, Ingraham a étudié les différences spécifiques au sexe dans les voies de signalisation intestin-cerveau, dans le but de comprendre pourquoi les femmes sont plus sensibles aux syndromes de douleur viscérale (en) intestinale.
Un autre objectif principal des activités académiques d'Ingraham est dirigé vers la population la plus vulnérable dans le pipeline éducatif biomédical de notre pays - les femmes et les boursiers postdoctoraux minoritaires. En tant que tel, elle est directrice du programme NIGMS-IRACDA à l'UCSF, qui fournit une cohorte de 15-20 chercheurs avec des plans de mentorat individualisés et de perfectionnement professionnel pour les succès futurs dans les établissements R1 et R3.

## Récompenses et honneurs
- 2002 Prix des sciences fondamentales Brook Byers[8]
- 2006 Chercheur distingué Herzstein en physiologie moléculaire
- 2012 Élue à l'Association américaine pour l'avancement des sciences [8]
- 2017 Prix de leadership du chancelier Martin Luther King, Jr.[9]
- 2018 Conférence commémorative Joseph Larner en pharmacologie [10]
- 2019 Élue à l'Académie américaine des arts et des sciences [11]
- 2021 Élue à l'Académie nationale des sciences [12]

## Publications (sélection)
- (en) Holly A. Ingraham, « A tissue-specific transcription factor containing a homeodomain specifies a pituitary phenotype », Cell, Cell Press et Elsevier, vol. 55, no 3,‎ 1er novembre 1988, p. 519-529 (ISSN 0092-8674 et 1097-4172, OCLC 1792038, PMID 2902928, DOI 10.1016/0092-8674(88)90038-4).
- (en) Xi He, Maurice N. Treacy, Donna M. Simmons, Holly A. Ingraham, Larry W. Swanson et Michael G. Rosenfeld, « Expression of a large family of POU-domain regulatory genes in mammalian brain development », Nature, NPG et Springer Science+Business Media, vol. 340, no 6228,‎ 6 juillet 1989, p. 35-41 (ISSN 1476-4687 et 0028-0836, OCLC 01586310, PMID 2739723, DOI 10.1038/340035A0).
- (en) Mark W Nachtigal, Yoshifumi Hirokawa, Debra L Enyeart-VanHouten, John N Flanagan, Gary D Hammer et Holly A Ingraham, « Wilms' tumor 1 and Dax-1 modulate the orphan nuclear receptor SF-1 in sex-specific gene expression », Cell, Cell Press et Elsevier, vol. 93, no 3,‎ 1er mai 1998, p. 445-454 (ISSN 0092-8674 et 1097-4172, OCLC 1792038, PMID 9590178, DOI 10.1016/S0092-8674(00)81172-1).

## Vie privée
Ingraham est mariée à David Julius, professeur et titulaire de la chaire de physiologie à l'UCSF.